# Botanophila triforialis
Botanophila triforialis este o specie de muște din genul Botanophila, familia Anthomyiidae, descrisă de Jin în anul 1983. Conform Catalogue of Life specia Botanophila triforialis nu are subspecii cunoscute.